# Monoporus floribundus
Monoporus floribundus (Roem. & Schult.) Mez – gatunek roślin z rodziny pierwiosnkowatych (Primulaceae). Występuje endemicznie we wschodniej części Madagaskaru. 

## Morfologia
PokrójZimozielone drzewo.
LiścieBlaszka liściowa jest nieco skórzasta i ma odwrotnie jajowaty kształt. Mierzy 3–5,5 cm długości oraz 1,3–3 cm szerokości, jest całobrzega, ma klinową nasadę i tępy wierzchołek. Ogonek liściowy jest nagi.
KwiatyZebrane w wiechach wyrastających z kątów pędów. Mają działki kielicha o trójkątnym kształcie i dorastające do 1 mm długości. Płatki są odwrotnie jajowate i mają 3 mm długości.

## Biologia i ekologia
Rośnie w lasach, na wysokości od 100 do 600 m n.p.m.